# Zardakhach
Zardakhach (en arménien Զարդախաչ, en azéri Zardaxaç) est une communauté rurale de la région de Martakert, au Haut-Karabagh. Elle compte 125 habitants en 2005.